# حسن مرسلوند
حسن مرسل وند تاریخ‌پژوه ایرانی و نویسندهٔ کتاب هشت‌جلدی زندگی‌نامه رجال و مشاهیر ایران است. متولد یکم تیر سال 1334 و درگذشت به تاریخ 18 مرداد 1390 . 

## تألیف «زندگی‌نامه رجال و مشاهیر ایران»
مرسلوند نخستین‌بار در سال ۱۳۶۴ به فکر تألیف چنین کتابی افتاد. از کارهای اداری استعفا داد و با استفاده از کتابخانهٔ شخصی‌اش که حدود چهار هزار جلد کتاب داشت، مقدار زیادی سند که از سازمان اسناد ملی ایران به امانت گرفته بود، و نیز کتاب‌ها و نشریات قرضی از دوستان و آشنایان به تألیف این کتاب مشغول شد. او کتاب را بدون حمایت نهادهای دولتی تألیف کرد و بیش‌تر هزینه‌اش را شخصاً تأمین کرد. این کتاب اطلاعات زندگی‌نامه‌ای شخصیت‌های ایرانی را در فاصلهٔ زمانی ۱۲۹۹ تا ۱۳۲۰ خورشید به دست می‌دهد و منبعی مهم در این زمینه به‌شمار می‌رود.

## آثار دیگر
مرسلوند اسناد و نوشته‌های متعددی را تصحیح و منتشر کرده‌است:
- «سفرنامهٔ عضدالملک به عتبات»
- «حیرت‌نامه»، سفرنامهٔ میرزا ابوالحسن خان ایلچی
- «شاه شکار، بازجویی‌های میرزا رضا کرمانی و سایرین» دربارهٔ ترور ناصرالدین‌شاه قاجار
- «کتاب خاطرات من یا روشن شدن تاریخ صد ساله»، خاطرات حسن اعظام قدسی (اعظام‌الوزاره)
- «اسناد کابینهٔ کودتای سوم اسفند ۱۲۹۹»
- «فرهنگ فدایی: برخی واژه گان سره پارسی»، فرهنگی از واژه‌های فارسی سره در داستان ترکتازانِ هند نوشته‌ی میرزا نصرالله خان فدایی اسپهانی به قلم نویسندهٔ داستان
- رازدانه خرد (داستانی از ایران باستان و رسومات اصیل زرتشتی)

نوشته‌های زیر از تألیفات او هستند:
- «حاج شیخ هادی نجم‌آبادی و مشروطیت»
- «گفت و شنود سید علی‌محمد باب با روحانیون تبریز»
- «پیشینه فرهنگ‌سازی و فرهنگ‌ستیزی در ایران»
- «تاریخچه سیر و سفر در ایران»

وی هم‌چنین رمانی تاریخی-فلسفی با نام «رازدانهٔ خرد» نوشته است که داستانش در برشی از تاریخ هخامنشیان رخ می‌دهد.